# Borut Lesjak
Borut Lesjak, slovenski skladatelj in aranžer, * 25. maj 1931, Ljubljana, † 25. avgust 1995, Ljubljana.

## Življenjepis
Maturiral na ljubljanski Klasični gimnaziji v letu 1950. Na Akademiji za glasbo v Ljubljani je študij klavirja zaključil leta 1954. 
Večino svojega življenja je deloval kot samostojni kulturni delavec. Obvladoval je različne glasbene stile in skladal glasbo za film, radio, televizijo, gledališče, za jazzovske ansamble in simfonične zasedbe. V zgodovino slovenske popevke se je trajno zapisal s skladbo Ne čakaj na maj.